# Tvertsa
Tvertsa (russisk: Тверца, tr. Tvertsa) er en flod i Tver oblast i Rusland. Den er en venstre biflod til Volga. Tvertsas anses for at udspringe i den 2,9 km lange Starotveretskogo kanal i Vysjnevolotskaja kanalsystemet, der er det første kunstige kanalsystem i Rusland. Opførelsen af Vysjnevolotskaja kanalsystemet indledtes i 1703, da kanalen Tvertsa-Tsna blev bygget. Kanalen forbinder nu Tvertsa med Vysjnevolotskoje-reservoiret. Reservoiret henter op til 80% af sit vand fra floden Tsna over til Tvertsa. Tvertsa fryser til mellem november og tidlig i januar, og forbliver isbelagt til månedsskiftet marts/april.
Byerne Torzjok og Vysjnij Volotjok ligger ved Tvertsa. Byen Tver ligger ved Tvertsas sammenløb med Volga.